# Catalogue de timbres

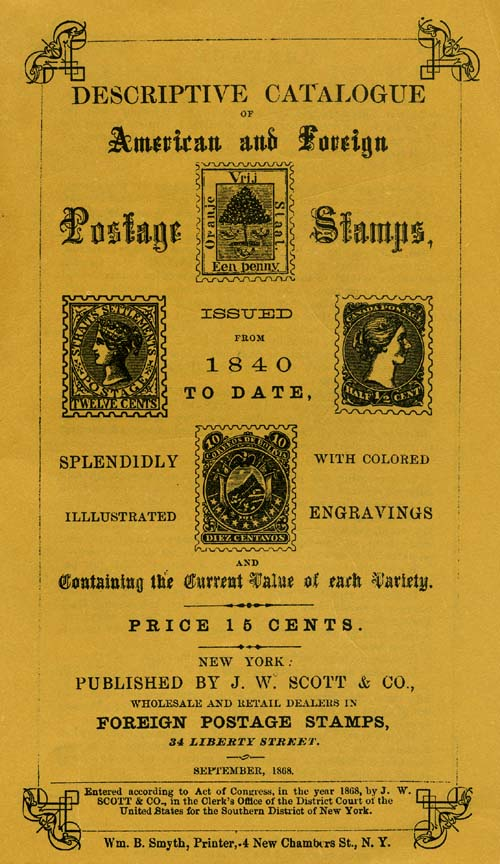
Couverture du Scott catalogue de 1868 couvrant les 28 premières années d'existence des timbres.

Un catalogue de timbres est un ouvrage compilant les informations de base sur l'ensemble des timbres émis par une administration postale. Les catalogues ayant été à l'origine des prix courants de marchands, utilisés comme base par les philatélistes pour leur transactions ou leurs échanges, ils sont plus souvent des catalogues de cotations car l'éditeur y ajoute la valeur marchande estimée des timbres. Ce sont ces cotes et les nouvelles émissions de timbres qui justifient l'édition annuelle de ces ouvrages.

## Historique
Le 17 septembre 1861, le libraire strasbourgeois Oscar Berger-Levrault expédie à des proches collectionneurs une liste manuscrite de timbres-poste, reproduite en lithographie. Il est considéré comme le premier catalogue de timbres-poste.
La même année, en décembre 1861, le parisien Alfred Potiquet publie le premier catalogue, comprenant quarante-trois pages, suivi en 1862 par le Manuel du collectionneur de timbres-poste des Bruxellois Jean-Baptiste Moens et Louis Hanciau. 
En 1862, sont publiés les premiers catalogues du Royaume-Uni par Frederick Booty, Mount Brown et John Edward Gray et des États-Unis par AC Kline (pseudonyme de John William Kline).[réf. nécessaire]
C'est en 1896 que paraît le catalogue Yvert et Tellier, toujours existant.

## Contenu des catalogues
Les informations les plus courantes sont :
- image du timbre
- titre du timbre ou description sommaire (sujet et couleurs principalement)
- dentelure
- année d'émission, voire dates d'émission et de retrait à la vente
- sa cote à l'état neuf, à l'état oblitéré et, dans certains cas, sur document
- s'il y a des variétés ou des types.

Les informations varient d'un éditeur à l'autre, comme la taille et la qualité des images. Par exemple, l'arrivée depuis 2001 d'un nouvel éditeur sur le marché français, Dallay, a forcé les deux autres éditeurs français à réagir car le dernier venu donnait plus d'informations sur les timbres (dessinateur, graveur, dates d'émission, tirage) avec une iconographie d'un format plus important.
L'inflation du nombre d'entités émettant des timbres et du nombre de timbres qu'elles émettent fait que les éditeurs sont obligés de subdiviser leurs tomes. Par exemple, le catalogue Yvert et Tellier qui tenait dans un seul tome au début des années 1940, comprend aujourd'hui théoriquement sept tomes, mais ils se répartissaient, en 2006, en dix-huit ouvrages.

## La formation des cotes
Depuis longtemps, les revues philatéliques ont publié des réactions de collectionneurs étonnés de voir des marchands de timbres vendre leur marchandise en clamant des prix tant de pour cent en dessous de la cote de tel catalogue. Si certains collectionneurs pensent faire une bonne affaire, d'autres se soucient de savoir à quel prix, plus bas, le marchand va leur racheter leur collection.
La cote exprimée par les catalogues concernent les timbres en bon état et correspondent, en temps normal, aux prix de vente de détail pratiqués par les marchands. Le prix d'achat des mêmes marchands est nécessairement inférieur, car ils doivent pour survivre tirer un bénéfice de leur revente ultérieure des timbres achetés, et au surplus ne parviennent pas toujours à tous les revendre. La réduction doit normalement être plus grande encore, en cas d'achat en bloc d'une collection, et plus encore en cas d'achat d'un lot de timbres en vrac.
Dans les transactions entre collectionneurs, les ventes au-dessous de la cote ont toujours été la règle, puisqu'ils n'avaient pas les mêmes charges que les négociants. (proposition illogique)

Mais la crise actuelle (vers quelle période?) ne constitue pas un « temps normal » pour la philatélie. Bien des collectionneurs ont dû limiter leurs achats, tandis que d'autres, dépourvus d'emploi, devaient vendre leurs timbres. De ce fait l'afflux de timbres rares ou recherchés est devenu plus grand qu'à l'ordinaire dans les ventes où les Pont du Gard neufs sont proposés au tiers.
Mais cela n'est pas un fait nouveau, et l'on avait vu dans la grande crise des années 1929-30 les timbres de la Caisse d'amortissement tomber au-dessous de la faciale, ce qui ne les a pas empêché de remonter par la suite et de devenir de très bons timbres. Enfin, dans les années suivant la Libération, les timbres à surtaxe émis sous le régime de Vichy (et stockés pendant la guerre par des non-philatélistes qui ne savaient que faire de leur argent) se sont vendus à 40 % de leur faciale. Sans parler des timbres de Pétain démonétisés et revendus en feuilles, en 1947-48, à la moitié de la faciale.
Certains de ces timbres ne s'en sont pas moins finalement redressés.
La variation des cotes au fil des décennies évolue énormément, en fonction de deux facteurs : 
- la demande : sans celle-ci aucun objet n'a de valeur. Un objet, même rare, s'il n'intéresse personne, est sans valeur. Mais en philatélie la demande n'est pas constante, et varie selon les pays, selon les catégories de timbres, et selon les modes qui sont changeantes.
- la rareté ou l'offre : plus le nombre d'exemplaires d'un timbre est réduit, moins il sera accessible à tous les collectionneurs concernés. Il n'y en aura pas pour tout le monde et ceux qui le voudront devront le payer plus cher que les timbres disponibles n'importe où. Ainsi la connaissance de la rareté de certains timbres devient-elle, à son tour, un stimulant de la demande.

La cotation des catalogues résulte donc de la prise en compte pour chaque timbre de la demande potentielle dont il est susceptible de faire l'objet et de sa quantité connue.
- Un autre facteur, actuellement subsidiaire, de la croissance des cotes est l'inflation. C'est ainsi que dans les années 1940 et 1950 les hausses se manifestaient lors de la parution de chaque catalogue, ce qui satisfaisait vivement la majorité des philatélistes, bien que cette hausse n'ait été, pour une grande part, qu'apparente.

## La critique permanente des cotes
Il arrive que les éditeurs expliquent en introduction à leurs catalogues comment sont établies leurs cotes et comment évaluer sommairement un objet philatélique.
Mais, quoi qu'ils écrivent, de nombreuses critiques se manifestent presque fatalement, lors de la sortie de chaque nouvelle édition des catalogues :
En effet, si dans la presse philatélique, des articles et des chroniques se basent sur l'évolution des cotes de certains timbres pour tenter de voir s'ils constituent ou non un placement intéressant, il arrive régulièrement, dans les mêmes titres, que les cotations de catalogues soient critiquées. 
Les critiques de ces revues ne font, en réalité, que refléter l'attitude de tous les collectionneurs ou négociants se prévalant, à tort ou à raison, d'une certaine expérience, et qui ont de tout temps critiqué les nouvelles cotes.
Ces critiques sont souvent divergentes, la plupart des philatélistes ayant tendance à surestimer les timbres qu'ils possèdent et à juger au contraire trop élevées les cotes des timbres qui leur manquent.
(Si on faisait voter les collectionneurs sur les cotes, il est à craindre que les valeurs les plus élevées ne soient attribuées aux timbres possédés par la majorité des votants, tandis que les timbres les plus rares, ceux que pratiquement personne ne possède, verraient leurs estimations tendre vers 0.)
Pourtant les cotes, si critiquées qu'elles soient, n'en ont pas moins toujours constitué les seules bases de discussion communes pour les transactions entre philatélistes. Ces cotes restent donc pour eux une valeur de référence, quitte à ce qu'ils s'en écartent plus ou moins largement, à l'occasion de telle vente ou de tel échange.
Parfois, les cotes ne correspondent pas à la rareté d'un timbre. Par exemple le n°33 de France (5 Francs Empire Lauré) a une cote supérieure à 1000 € mais ce n'est pas un timbre rare. En effet, on le retrouve dans quasiment chaque vente sur offre ou à prix nets et on le retrouve également chez de nombreux particuliers mais en qualité ST voire pire. Cependant, ce timbre n'est rare qu'en bon état (le timbre était utilisé pour les colis et avait une forte valeur faciale pour l'époque). A contrario certains timbres qui ont une cote ridicule au catalogue sont difficiles à trouver. C'est souvent le cas des timbres à surtaxe qui se rencontrent rarement avec une oblitération qui n'est pas de complaisance ou dans la période d'utilisation. 

## Informatique et internet
L'essor de l'équipement informatique des collectionneurs a poussé les éditeurs à publier des cédéroms contenant le catalogue de l'année couplé avec un logiciel de gestion de sa collection (timbres possédés, recherchés, etc.)
Le développement des connexions internet voit des éditeurs proposer leurs catalogues en ligne, tel Michel.
De nombreux catalogues piratés sont souvent en vente sur les sites d'enchères en ligne et il existe plusieurs moyens de les reconnaître : - Catalogues Scott sur CD (surtout les éditions 2007 et 2009)
- Quand le vendeur indique dans la description qu'il ne s'agit pas d'un objet physique mais d'un lien à partir duquel l'acquéreur devra télécharger un fichier PDF.
- Prix défiant toute concurrence. Par exemple, un ensemble de catalogue qui vaut dans le commerce plusieurs centaines d'euros serait à un prix dérisoire sur le site.

## Liste d'éditeurs de catalogues

### En allemand
- Austria Netto Katalog, Autriche
- Lipsia, République démocratique allemande, disparu en 1990
- Michel, Allemagne — la collection couvre l'ensemble du monde avec un traitement plus détaillé pour l'Allemagne et ses zones d'influence.
- Philex, Allemagne
- Catalogue officiel de l'Association suisse des négociants en philatélie ou Schweizer Briefmarken Katalog (SBK), Suisse (voir Histoire philatélique et postale de la Suisse)
- Zumstein, Suisse (bilingue français) couvre la Suisse et le Liechtenstein.

### En anglais
- Brusden-White, Australie
- Darnell, Canada
- Scott catalogue, États-Unis
- Stanley Gibbons, Royaume-Uni
- Yang, Hong Kong

### En danois
- AFA Kataloger, Danemark

### En espagnol
- Anfil, Espagne
- Domfil, catalogues thématiques, Espagne (bilingue anglais)
- Edifil, Espagne
- Filabo, Espagne

### En finnois
- Norma, Postimerkkiluettelo (en finnois, suédois et anglais)
- Lape, Postimerkkiluettelo (en finnois, suédois et anglais)

### En français
- Catalogue officiel de timbres-poste, Belgique (publié également en néerlandais)
- Catalogue officiel de l'Association suisse des négociants en philatélie ou Catalogue des timbres suisses (SBK en allemand, CTS en français), Suisse (voir Histoire philatélique et postale de la Suisse)
- Cérès, France (1947-2008)
- Dallay, France (2001-2008)
- Darnell, Canada
- Marianne, France (1982-1987)
- Maury, France (1864-1980)
- Maury, Cérès et Dallay, France (depuis 2008)[3]
- Monteaux, France (1956-1985)
- Potiquet, France (1861 (premier catalogue au monde))
- Prifix, Luxembourg
- Thiaude, France (1927-1984)
- Yvert et Tellier, France (depuis 1896)
- Zumstein, Suisse (bilingue allemand/Français)

### En grec
- Hellas, Grèce (bilingue grec anglais)
- Vlastos, Grèce

### En italien
- Bolaffi, Italie
- Catalogo enciclopedico italiano, Italie
- Sassone, Italie
- Unificato, Italie

### En japonais
- Japan Stamp Dealer's Association (JSDA), Japon
- Sakura, Japon

### En portugais
- Afinsa, Portugal

### En suédois
- Facit, Suède (bilingue anglais)

### Sources et références
1. ↑  Éditions Berger-Levrault
2. 1 2  John Winchester, « One famous Belgian! », publié dans Stamp Magazine no 74-5, mai 2008, pages 68-71. Article pour le centenaire de la mort de Jean-Baptiste Moens, réalisé à partir des Archives nationales d'Écosse et des collections de la Bibliothèque Mitchell de Glasgow.
3. ↑  L'éditeur est, jusqu'en mai 2009, une société portant le nom du négociant Arthur Maury, filiale du groupe International Collectible Network. Après mai 2009, c'est Lutèce Diffusion. D'après Timbres magazine no 103, juillet-août 2009, page 6.